# Eesti Karikas 2005-2006
La Coppa d'Estonia 2005-2006 (in estone Eesti Karikas) è stata la 14ª edizione del torneo dopo l'indipendenza dell'Estonia. Il TVMK Tallinn ha vinto il trofeo per la seconda volta nella sua storia.

## Formula
Il torneo si dipanava su cinque turni tutte disputate su gare di sola andata; la finale in gara unica in campo neutro unica a Tallinn.
Le squadre di Meistriliiga 2005 entrarono tutte in scena dal primo turno.

## Sedicesimi di finale
Le partite furono disputate tra il 31 agosto e il 7 settembre 2005.
| Squadra 1                       | Risultato       | Squadra 2               |
| ------------------------------- | --------------- | ----------------------- |
| 31 agosto 2005                  |                 |                         |
| Järva-Jaani                     | 3 - 1           | Haiba                   |
| Olympic Tallinn                 | 0 - 7           | Dünamo Tallinn          |
| Merkuur Tartu                   | 7 - 2           | Kalju Nõmme             |
| Kalev Tallinn                   | 7 - 0           | Warrior Valga           |
| Kehra Tempori                   | 0 - 12          | Levadia Tallinn         |
| Trans Narva                     | 9 - 0           | Atli Rapla              |
| Eurouniv FC Tallinn             | 3 - 3 (2-4 dcr) | Lelle                   |
| Kose                            | 1 - 2           | FC Hansa United Tallinn |
| TVMK Tallinn                    | 10 - 0          | Toompea 1994            |
| 1 settembre 2005                |                 |                         |
| FC Concordia Audentes Tallinn   | 2 - 4           | Kaitseliit/Kalev        |
| Soccernet                       | 0 - 4           | Merkuur-Juunior         |
| FC Flora Tallinna Jalgpallikool | 1 - 7           | SC Tallinna Kuradid     |
| Piraaja Tallinn                 | 1 - 5           | Kuressaare              |
| 6 settembre 2005                |                 |                         |
| Elva                            | 0 - 1           | Tulevik Viljandi        |
| 7 settembre 2005                |                 |                         |
| Valga                           | 1 - 1 (3-2 dcr) | Tervis Pärnu            |
| HÜJK Emmaste                    | 0 - 8           | Flora Tallinn           |

## Ottavi di finale
Le gare furono disputate tra il 9 e il 10 novembre 2005.
| Squadra 1               | Risultato | Squadra 2        |
| ----------------------- | --------- | ---------------- |
| 9 novembre 2005         |           |                  |
| Merkuur Tartu           | 3 - 0     | Lelle            |
| Dünamo Tallinn          | 5 - 2     | Järva-Jaani      |
| Kaitseliit/Kalev        | 4 - 5     | Kuressaare       |
| TVMK Tallinn            | 2 - 1     | Levadia Tallinn  |
| SC Tallinna Kuradid     | 0 - 9     | Trans Narva      |
| Valga                   | 4 - 0     | Merkuur-Juunior  |
| Flora Tallinn           | 2 - 1     | Tulevik Viljandi |
| 10 novembre 2005        |           |                  |
| FC Hansa United Tallinn | 0 - 8     | Kalev Tallinn    |

## Quarti di finale
Durante la pausa estiva il Merkuur cambiò nome in Maag; il Warrior Valga acquisì il titolo del Valga, ottenendo così l'accesso ai quarti di finale.
Le gare furono disputate il 19 aprile 2006.
| Squadra 1     | Risultato | Squadra 2      |
| ------------- | --------- | -------------- |
| Maag Tartu    | 7 - 0     | Kuressaare     |
| Kalev Tallinn | 0 - 5     | Flora Tallinn  |
| Warrior Valga | 1 - 2     | TVMK Tallinn   |
| Trans Narva   | 4 - 1     | Dünamo Tallinn |

## Semifinali
Le gare furono disputate il 3 maggio 2006.
| Squadra 1   | Risultato | Squadra 2     |
| ----------- | --------- | ------------- |
| Maag Tartu  | 0 - 2     | Flora Tallinn |
| Trans Narva | 2 - 3     | TVMK Tallinn  |

## Finale
| Squadra 1    | Risultato | Squadra 2     |
| ------------ | --------- | ------------- |
| TVMK Tallinn | 1 - 0     | Flora Tallinn |

| Tallinn 17 maggio 2006                       | TVMK Tallinn | 1 – 0 | Flora Tallinn | Kadriorg Stadium |
| \| \| \| \| \| 86’ Gabovs \| Marcatori \| \| |              |       |               |                  |
|                                              |              |       |               |                  |
| 86’ Gabovs                                   | Marcatori    |       |               |                  |